# 宇賀島水軍
宇賀島水軍（うかしますいぐん）または宇賀島衆（うかしましゅう）は、戦国時代に瀬戸内海で活動した水軍（海賊）。周防国の浮島（うかしま）もしくは備後国の宇賀島を拠点にしていたが、天文24年（1555年）の厳島の戦いの前後に毛利氏（小早川氏）に攻められて滅亡した。

## 浮島（周防）の海賊
通説では、周防国の屋代島（現在の山口県周防大島町）の沖合にある浮島を本拠地にしていた海賊。
屋代島の海賊衆である大浜氏・桑原氏・神代氏・沓屋氏・浅海氏などと合わせて屋代島衆や大島衆とも呼ばれる。
大内氏傘下の水軍（警固衆）だったが、天文20年（1551年）9月に発生した大内重臣・陶隆房（後の陶晴賢）による大内義隆への謀反（大寧寺の変）後は、陶氏に仕えた。隆房は、義隆が能島村上氏（村上水軍）に認めていた帆別銭・荷駄別料の徴収権を剥奪、同年冬には将軍への献上米を積載した廻船の護衛を宇賀島水軍に命じて村上水軍勢力海域の強行突破を図っている。
天文24年（1555年）の厳島の戦いでは、陶の水軍の大将を宇賀島衆頭取の宇賀島忠重（宇賀島十郎左衛門）が務めるも敗北により戦死。その直後から始まった毛利氏の周防侵攻（防長経略）により浮島は一時的に無人島になるほど徹底的に掃討され、宇賀島水軍は滅亡した。

## 宇賀島（備後）の海賊
尾道水道にあった宇賀島（現在の広島県尾道市）の岡島城を本拠地に、周辺海域で礼銭・関料を徴収していた海賊衆。
『老松堂日本行録』によると応永27年（1420年）7月に李氏朝鮮の使者・宋希璟が小尾途津（尾道）で「海賊船十八隻」と、『梅林守龍周防下向日記』によると天文20年（1551年）4月に東福寺の僧・梅林守龍が竹原で「関之大将ウカ島賊船十五艘」と遭遇しており、これらは宇賀島衆だと考えられている。
安芸国で勢力を拡大した毛利元就が大内・陶氏と対立（防芸引分）した天文23年（1554年）頃、元就の三男である小早川隆景により攻め滅ぼされた。岡島城陥落の時期は不明だが、同年10月には隆景の率いる軍勢が宇賀島の南側にあたる歌島（現在の向島）にある烏崎に陣を構えている。その後、岡島城は因島村上氏の支城となったと思われる。